# Port lotniczy Debreczyn
Port lotniczy Debreczyn (IATA: DEB, ICAO: LHDC) – międzynarodowy port lotniczy położony w Debreczynie. Jest jednym z pięciu międzynarodowych portów lotniczych na Węgrzech

## Linie lotnicze i połączenia
| Linia lotnicza | Kierunek                                                                          |
| -------------- | --------------------------------------------------------------------------------- |
| Lufthansa      | 1. Monachium                                                                      |
| Smartwings     | Sezonowe czartery: 1. Chania                                                      |
| Wizz Air       | 1. Eindhoven 2. Londyn-Luton 3. Stambuł Sezonowo: 1. Antalya 2. Burgas 3. Larnaka |